# Jeunesse sportive d'El Omrane
Maillots
Actualités
La Jeunesse sportive d'El Omrane (arabe : الشبيبة الرياضية بالعمران), abrégé en JSO, est un club tunisien de football, fondé en 1943 dans le quartier de Djebel Lahmar à El Omrane à Tunis.
À partir de la saison 2024-2025, l'équipe évolue en Ligue I.

## Histoire
À la suite de la saison 2023-2024, l'équipe évolue en Ligue II dans le groupe A et termine en tête du classement après seize victoires, six nuls et deux défaites.
Le 28 juin 2024, il dispute la finale de deuxième division contre l'Espérance sportive de Zarzis et s'impose 2-1 pour remporter le titre, accédant ainsi en Ligue I.

## Écusson

Logo ancien.
Logo actuel.

## Stade
Le club joue ses matchs à domicile au complexe Taïb Ben Ammar dans le quartier d'El Omrane à Tunis. L'équipe accueille ses adversaires au stade Chedly-Zouiten pour les matchs de Ligue I.

## Palmarès
| National                                                             |
| -------------------------------------------------------------------- |
| \| - Championnat de Tunisie de Ligue II (1) - Vainqueur : 2024[9] \| |
| - Championnat de Tunisie de Ligue II (1) - Vainqueur : 2024          |

### Bilan en Ligue I
| Saison    | Classement | Pts | J  | G | N  | P  | BP | BC | Diff |
| --------- | ---------- | --- | -- | - | -- | -- | -- | -- | ---- |
| 2024-2025 | 8          | 26  | 30 | 4 | 14 | 12 | 25 | 46 | -21  |
| Total     | 1 saison   | 26  | 30 | 4 | 14 | 12 | 25 | 46 | -21  |

## Entraîneurs
- Lotfi Ayari (2015-2016)[10]
- Faouzi Rouissi (2022-2023)[10]
- Lotfi Kadri (en) (2023-2025)[10]
- Mohamed Ali Maalej (ar) (depuis 2025)[11]